# Pascal Caumont
Pascal Caumont est un chanteur, concertiste et professeur de musique occitan, spécialiste de musique traditionnelle méditerranéenne, (occitane, catalane) au conservatoire de Toulouse. Il est le fondateur et dirigeant des groupes de polyphonie Vox Bigerri et Albada.

## Biographie

### Enfance et débuts dans la musique
Pascal Caumont naît le 5 novembre 1967 à Mirande, dans le Gers, dans la région historique de l'Astarac. Ses parents ainsi que le reste de sa famille sont de grands amateurs de musique et la plupart sont des musiciens populaires, jouant dans des bandas et autres ensembles de cuivres. Pascal Caumont a donc toujours vécu dans la musique, connaissant tôt sa vocation future. Il commence la trompette auprès des professeurs de musique de sa ville natale et après de longues années en tant que musicien de bandas, il part étudier au conservatoire de Toulouse, ville dans laquelle il fait sa scolarité au lycée Saint-Sernin. Médaillé d'or de formation musicale, il fait le choix définitif de se tourner vers le chant, en découvrant notamment les troubadours, plutôt que vers son instrument. Il se fera remarquer en tant que pédagogue et professeur avec le chœur mixte Tolosa cantèra, formé en 1998 au sein de l’atelier de chant polyphonique du conservatoire occitan.

### Étude des troubadours occitans
Après le conservatoire, donc, il se tourne vers l'étude de la musique des troubadours du Moyen Âge, dont il est considéré comme l'un des plus innovateurs actuels. Il contribua chaque année un peu plus à réintégrer leur répertoire dans nos consciences, cassant les nombreux stéréotypes présents sur ce sujet. Il fonde en ce but le groupe Fin'Amor au début du siècle et sort deux albums, dont un nommé Jòia, « bijou » en occitan.

### Étude des musiques traditionnelles des peuples méditerranéens
Depuis l'an 2000, il se consacre exclusivement à la musique traditionnelle des peuples de la Méditerranée. Dans ce cadre, il intervient régulièrement au conservatoire de Barcelone, et dirige de nombreux projets, notamment en rapport avec le Cuncordu de Orosei, la Compagnia Sacco et le musicien  algérien Fouad Didi.

### À Tarbes

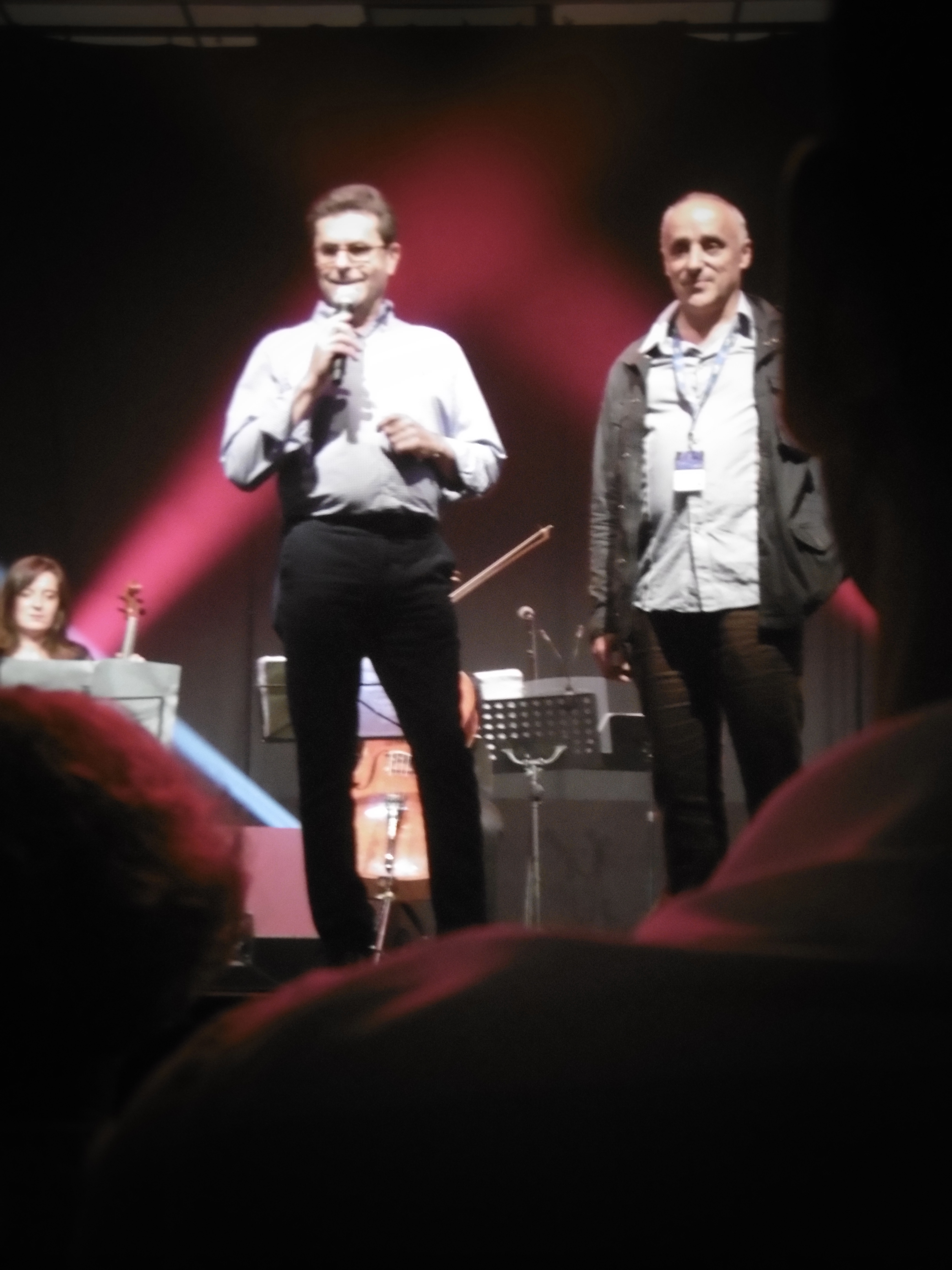
Pascal Caumont lors du festival de polyphonies qu'il organise chaque année, Tarba en Canta

#### Création de Vox Bigerri et expansion dans la profession
En 2004, Pascal Caumont fonde et dirige le chœur d'hommes Vox Bigerri (en français : la « Voix des Biguerres » - un antique peuple de la Bigorre). L'année d'après, il devint professeur de musique traditionnelle au conservatoire de Tarbes. Là-bas, il dirige le chœur de femmes des Daunas de Còr, créé en 2005 par ses étudiantes,. Il se retirera de la fonction de chef de ce chœur vers 2017. Il initie de nombreux projets destinés à promouvoir la tradition occitane, tel que le festival international de polyphonie Tarba en Canta,, ou l'ouverture de classes bilingues occitan et français, et anime de nombreuses soirées populaires nommées « Cantèras » consistant à chanter tous ensemble, en polyphonie, des chants locaux et méditerranéens.
Depuis, 2017, il est membre d'une seconde formation nommée Albada, un groupe de polyphonie et de monodie accompagnée ou simple, formée avec Anne Enjalbert et Lutxi Achiary, ayant pour répertoire majoritaire la musique vocale du Rouergue et de l'Albigeois, pays d'origine de son épouse.
C'est vers 2019 qu'un nouveau chœur de femmes professionnel composé d'Anne Enjalbert, Lutxi Achiary, Nadèta Carita (notamment membre des Daunas de Còr), Hélène Bernard et Virginie Ardaen nommé Estelum, devint le nouveau groupe avec pour directeur artistique, Pascal Caumont, promouvant les chants sacrés d'Occitanie.

#### Avec Vox Bigerri

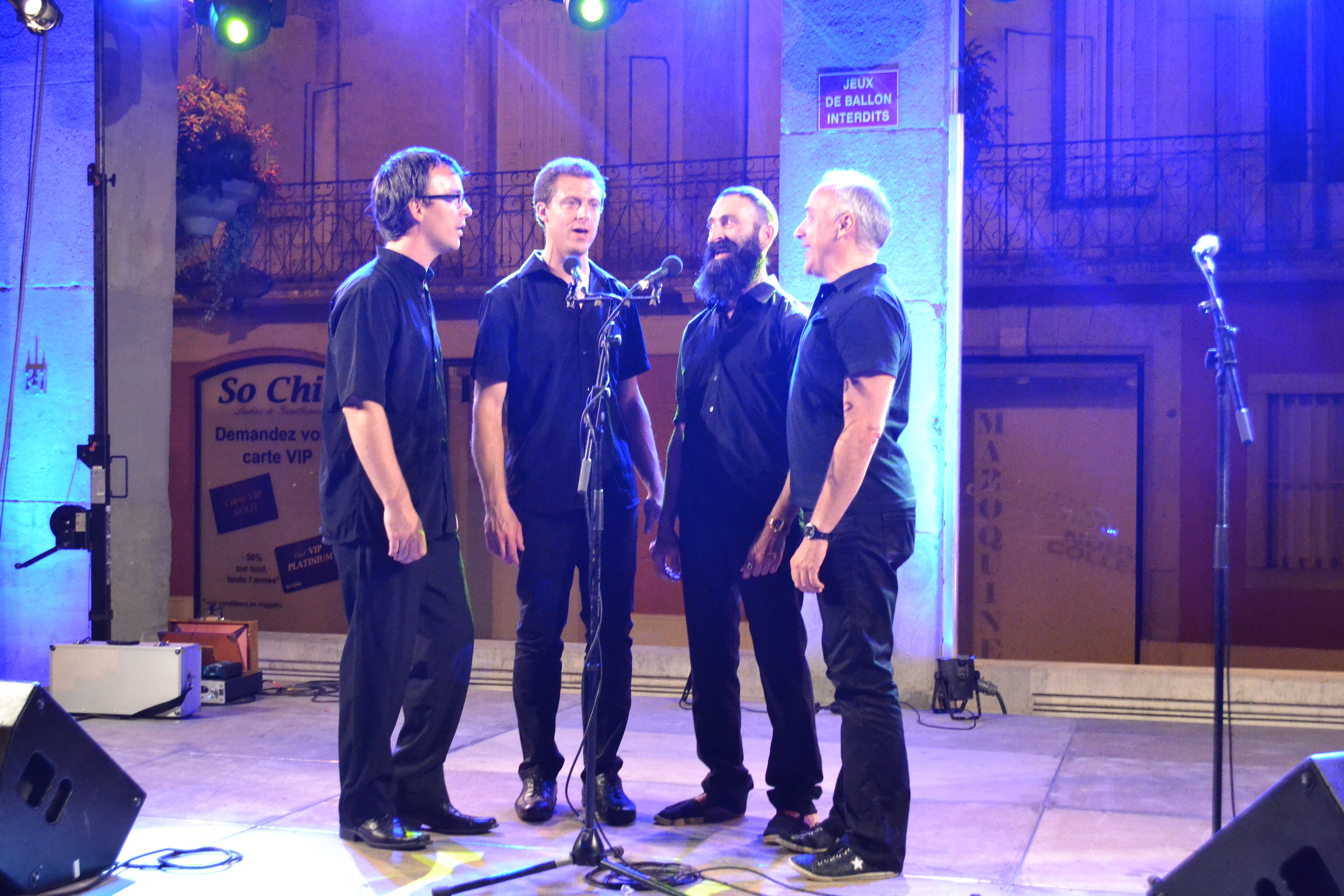
Le groupe de polyphonie Vox Bigerri, avec - de droite à gauche -, Fabrice Lapeyrere, Régis Latapie, Bastien Zaoui et Pascal Caumont

Avec Vox Bigerri, Pascal Caumont donne de nombreux concerts et tournées dont notamment dans le sud de la France, la Catalogne, le Pays basque, l'Espagne, Bruxelles et la Belgique, Paris et le reste de la France, la Bretagne, Vienne, Berlin et l'Allemagne, la Croatie… Ils collaborent notamment avec l'ensemble Organum, Les Chanteurs pyrénéens de Tarbes, et depuis 2019, au sein de l'ensemble Socarrel, un spectacle avec un disc jockey, deux danseurs et un potier. L'association la plus connue de Vox Bigerri est celle avec le batteur de jazz américain Jim Black, depuis 2015. Avec lui, ils ont fait beaucoup de tournées à travers l'Europe (notamment en Allemagne et Croatie) et enregistré le disque Tiò à Berlin, dans le BlackBird Studio. Le succès avec son groupe est immense (au sein de leur domaine), enchaînant chaque année une grande diversité de programmes (projets Milharis, avec un quatuor à cordes toulousain, Socarrel, avec danse et poterie, Tiò avec Jim Black, programmes de concert Jorn et Cap aus sorelhs, ...).

### Ethnomusicologie
Pascal Caumont est ethnomusicologue, collectant les chants traditionnels de tradition orale des anciens des Pyrénées, de Sardaigne, de Corse, et d'autres régions de l'Europe. Pour éditer ces enregistrements du côté des Pyrénées, il fonde vers 2012 la maison d'édition Pirèna Immatèria et édite deux livres de collectages nommés Memòria en partage : l'un sur d'anciennes pellicules de collectages imparus faits de 1956 à 1962 par Xavier Ravier, et l'autre consacré à une famille originaire du pays Toy et à son descendant, Simon Crampe.
En 2019, Pascal Caumont co-écrit avec Jean-Louis Lavit et Gilbert Peyrot : Cantar en Pirenèus : Le chant dans les Pyrénées, traitant des traditions orales dans les Pyrénées, de la place de la femme dans la culture occitane, et de divers autres sujets similaires. Il édite divers livres de paroles et écrit des poèmes et des compositions pour des groupes autant traditionnels que classiques, tels que Les Éléments.

### À Toulouse
Depuis 2019, Pascal Caumont est professeur de musique traditionnelle au conservatoire Xavier Darasse de Toulouse.

## Œuvre
- Vers 1996 : Groupe Fin'Amor, Jòia : Cansos dels trobadors ; Chants des troubadours ; Troubadours' songs, CD et brochure.
- 1997 : Le Moyen Âge et les valeurs sociales en Occitanie, article dans La Voix domitienne, ISSN 0988-4920 ; No 26/27, janvier 1997, p. 25-28.
- 1998 : Groupe Fin'Amor, Colors occitanas : Chants traditionnels occitans, CD et brochure,
- 2003 : Cançonièr occitan 1, CD et livret, Barcelone : Dinsic publications musicals.
- 2006 : Cançonièr occitan 2, CD et livret, Barcelone : Dinsic publications musicals.
- 2007 : Polifonia : Pyrénées gasconnes : Béarn, Bigorre, Bas-Adour, CD et brochure, Toulouse : Conservatoire Occitan ; Pau : Institut Occitan, 2007
- 2009 : Cantem, òc ! : 10 Cançons de pertot Occitània, CD d'apprentissage, Toulouse : Institut d'Estudís Occitans.
- 2009 : Polifonias : initiation à la polyphonie par le chant pyrénéen, CD et livret.
- 2017 : Memòria en partatge. Volume 2, Simon Crampe et sa famille : bergers-chanteurs de Gèdre et de Saugué, Tarbes : Pirèna Immatèria.
- 2019 : Cantar en Pirenèus : Le chant dans les Pyrénées, Tarbes : Pirèna Immatèria.

### Disques avec Vox Bigerri
En gras présents les programmes encore en tournée.
- 2007 : Vias deths aires
- 2010 : D'aigas et de ròcas
- 2011 : Adara
- 2013 : Cap aus sorelhs
- 2015 : Ligams
- 2016 : Bigorra Canta (avec l'ensemble Les Chanteurs pyrénéens de Tarbes)
- 2018 : Tiò (Vox Bigerri + Jim Black)
- 2020 : Jorn